# Live to Tell
"Live to Tell" är en popballad framförd av den amerikanska artisten Madonna. Låten skrevs ursprungligen av Patrick Leonard för soundtracket till filmen Fire with Fire men efter att han hade visat den för Madonna valde hon istället att använda den i sin dåvarande man Sean Penns film Öga mot öga. Den producerades av Leonard och Madonna för hennes tredje studioalbum True Blue från 1986. "Live to Tell" gavs ut på singel den 26 mars 1986 och blev Madonnas tredje listetta på Billboard Hot 100 och hennes första på Adult Contemporary-listan.

## Bakgrund

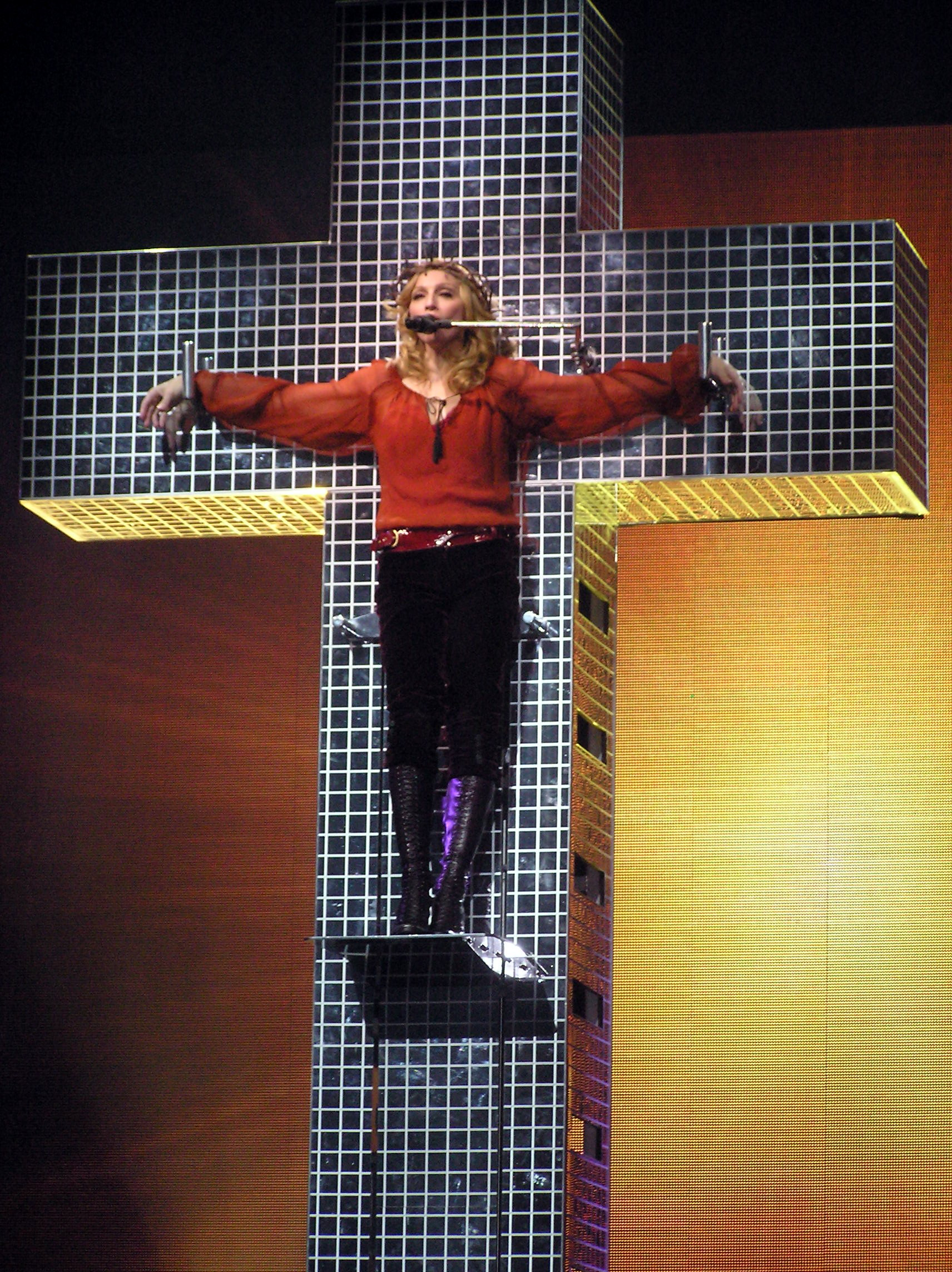
Madonnas kontroversiella framträdande under Confessions Tour 2006

När Madonna hade slutfört The Virgin Tour bad hon producenterna Patrick Leonard och Stephen Bray att skriva några låtar med henne och producera hennes tredje album True Blue (1986). "Live to Tell" skrevs ursprungligen av Leonard för soundtracket till filmen Fire with Fire. "Mina managers representerade killen som regisserade filmen; det var hans första film. Jag såg en liten bit av filmen och jag hade manuset. Jag skrev ett ledmotiv och sa, 'Tänk om jag kunde få Madonna att skriva texten till den?'", har Leonard kommenterat.
Filmbolaget nekade dock låten och menade att Leonard var inkapabel till att skriva musiken till filmen. Det var då som Leonard visade låten till Madonna. Hon bestämde sig för att använda den i Öga mot öga, en ny film med skådespelaren och Madonnas dåvarande man Sean Penn. Madonna skrev låttexten på plats och spelade in en demo på ett kassettband. Hon överlämnade låten till regissören James Foley, som därefter tog beslutet att låta Leonard skriva musiken till filmen.

## Kritisk respons
"Live to Tell" fick övervägande positiv kritik från musikpressen. I en recension av albumet True Blue kallade Stephen Thomas Erlewine från Allmusic låten för en "kolossal ballad som skriver om reglerna för adult contemporary crossover". Jim Farber från Entertainment Weekly kallade den för "hennes bästa ballad hittills".

## Musikvideo
I samband med användningen av "Live to Tell" i filmen Öga mot öga regisserade James Foley även låtens musikvideo. David Naylor och Sharon Oreck ansvarade för produktionen. Videon fungerade som marknadsföring för filmen, i och med att den bestod av korta scener ur filmen med fokus på konflikten som den unge mannen (spelad av Sean Penn) upplever.

## Liveframträdanden
Madonnas framförande av låten var föremål för kontrovers under 2006 års Confessions Tour. Hon höjdes från golvet hängande på ett inglasat krucifix iförd en röd blus och sammetsbyxor, med en törnekrona på huvudet. Under framträdandet blinkade numret "12 miljoner" på skärmen ovanför henne tillsammans med bilder på afrikanska barn. Siffran syftade på det uppskattade antal barn som hade blivit föräldralösa på grund av AIDS-pandemin i Afrika.

## Format och låtlistor
- 7"-vinylsingel – USA, Kanada, Tyskland, Storbritannien[9]

1. "Live to Tell" (Edit) – 4:37
2. "Live to Tell" (Instrumental) – 5:49

- 12"-maxisingel – USA, Kanada, Tyskland, Storbritannien

1. "Live to Tell" (LP-version) – 5:49
2. "Live to Tell" (Edit) – 4:37
3. "Live to Tell" (Instrumental) – 5:49

- CD-maxisingel – Tyskland, Storbritannien (1995)

1. "Live to Tell" (LP-version) – 5:49
2. "Live to Tell" (Edit) – 4:37
3. "Live to Tell" (Instrumental) – 5:49

## Medverkande
- Madonna – sång, låtskrivare, producent
- Bruce Gaitsch – gitarr
- Patrick Leonard – trumprogrammering, keyboard, låtskrivare, producent
- Johnathan Moffett – trummor
- Michael Verdick – ljudmix, ljudtekniker

Medverkande är hämtade ur albumhäftet till True Blue.

## Listplaceringar
| Lista (1986)                       | Högsta position |
| ---------------------------------- | --------------- |
| Australien (Kent Music Report)     | 7               |
| Belgien (VRT Top 30)               | 4               |
| Europa (Hot 100)                   | 1               |
| Frankrike (SNEP)                   | 6               |
| Irland (Irish Singles Chart)       | 2               |
| Italien (FIMI)                     | 1               |
| Kanada (RPM)                       | 1               |
| Nederländerna (Nederlandse Top 40) | 3               |
| Norge (VG-lista)                   | 2               |
| Nya Zeeland (RIANZ)                | 6               |
| Storbritannien (UK Singles Chart)  | 2               |
| Sverige (Sverigetopplistan)        | 11              |
| Schweiz (Schweizer Hitparade)      | 4               |
| Tyskland (Media Control Charts)    | 12              |
| USA (Billboard Hot 100)            | 1               |
| USA (Adult Contemporary)           | 1               |